# Naturschutzgebiet Börnichen
Das Naturschutzgebiet Börnichen liegt im Landkreis Dahme-Spreewald in Brandenburg und gehört zum Biosphärenreservat Spreewald.
Das rund 21,6 ha große Naturschutzgebiet erstreckt sich südlich von Petkamsberg, einem Wohnplatz der Gemeinde Schlepzig. Östlich des Gebietes verläuft die Landesstraße L 42, westlich fließt die Spree. Südlich erstreckt sich das 16,5 ha große Naturschutzgebiet Biebersdorfer Wiesen und westlich und nördlich das 2231 ha große Naturschutzgebiet Innerer Unterspreewald.

## Bedeutung
Das Gebiet mit der Kenn-Nummer 1271 wurde mit Verordnung vom 12. September 1990 unter Naturschutz gestellt. Es handelt sich um Birken-Stieleichenwald als Straußgras-Birken-Stieleichenwald und Pfeifengras-Birken-Stieleichenwald.